# Atelier Viking
Pour les articles homonymes, voir Viking (homonymie).
 (juin 2018).
Atelier Viking est un studio et une initiative artistique basés à Douala, au Cameroun.
L'artiste Viking Kanganyam André fonde l'atelier Viking en Mars 1976 pour promouvoir l'art contemporain au Cameroun. La rareté des galeries d'art à Douala encourage Kanganyam a créer un espace où les artistes pourraient être formés et exposés. Viking enseigne les arts visuels (peinture, sculpture, art graphique, dessin et sérigraphie) à de petits groupes d'étudiants. Il encourage ses élèves à explorer les potentialités de tous les médias et plus précisément la possibilité de transformer et de ré-utiliser les matériaux trouvés sur place. Parallèlement à leur activité d'artistes plasticiens, ils travaillent dans la publicité. Depuis 2001, Viking a décidé de consacrer son espace principalement à des expositions. 
Atelier Viking est situé dans le quartier Bessengue. Il collabore avec l'Art Wash.

## Expositions et événements organisés par l'Atelier Viking
- Squat art, Patrice Kemplo (2003) en collaboration avec l'Art Wash ;
- Sweet Again, Koko Komégné (18 décembre 2002 Au 4 janvier 2003);
- Musoula Mo, Guy Wouete et Daniel Seppo exposant 26 peintures et installations, (2002);
- Table ronde sur les thèmes choisis de la convivialité, de la solidarité et de la fraternité (2002);
- Café lecture avec Alioum Moussa, lecture et débat sur les revues d'art et de littérature (Mars 2002);
- Yann et Co : Yanne Queinnec, Koko Komégné, Kanganyam Viking, Kouo Eyango, Nyah Delord, Massong Victor, Bernarnd Baïfang, Alium Moussa (Mai 2001).